# Gastón Fernández
Gastón Nicolás Fernández (Avellaneda, Provincia de Buenos Aires, Argentina, 12 de octubre de 1983) es un exfutbolista argentino. Jugaba de delantero y su último equipo fue Estudiantes de La Plata.

## Trayectoria

### River Plate
A los 12 años fue llevado a las divisiones inferiores del Club Atlético River Plate, donde debutó en el año 2002, pero nunca logró asentarse como titular; a pesar de esto logra salir campeón del Torneo Clausura 2003.

### Racing Club
En 2003, militó a prestamó con Racing Club. Allí formó un más que interesante tridente de atacantes junto a Mariano González y Lisandro López.

### River Plate
Luego de su gran nivel en La Academia, regresó a River Plate donde participó en la temporada 2004-05. 

### Monterrey
Después de no volver a tener lugar, fue cedido a La Pandilla del Club de Fútbol Monterrey de la Primera División Mexicana en el que permaneció de 2006 a 2007 en donde nunca se consagró titular del equipo regiomontano.

### San Lorenzo de Almagro
En 2007, regresó a la Primera división argentina pero esta vez firmando por San Lorenzo de Almagro ya que en River Plate se le habían cerrado las puertas definitivamente. 
Gastón jugó a un gran nivel en su nuevo equipo, con el que se proclamó campeón del Torneo Clausura 2007, siendo figura y goleador del equipo con 9 tantos y disfrutando por sobre todas las cosas el triunfo ante Independiente y su gol a Boca Juniors. Su pase al club Santo costó 1,5 millones de dólares. 

### Tigres de la UANL
El 18 de diciembre de 2007 ficha con los Tigres de Monterrey, México, por la cantidad estimada de 3.3 millones de dólares. En su debut oficial con su nuevo equipo, La Gata concretó un gol a pase de su compatriota Lucas Lobos dándole al equipo el empate contra el equipo de San Luis a pocos minutos del final.

### Estudiantes de La Plata
En 2008, baja en su nivel de juego, así como algunas indisciplinas como llegar tarde a los entrenamientos o dormirse en los mismos, colmó la paciencia de los directivos aztecas, le dieron salida y por eso Fernández volvió al fútbol argentino, en esta ocasión al Club Estudiantes de La Plata donde fue subcampeón de la Copa Sudamericana 2008 y campeón de la Copa Libertadores 2009, marcando el empate transitorio en la final, frente al Cruzeiro. Esta conquista le permitió ingresar en el corazón de los hinchas Pincharratas.

### Tigres de la UANL 2° regreso
Puesto que la institución platense se vio en la necesidad de venderlo para tener dinero en las arcas, se desprendió del delantero. Por eso, luego del logro continental, regresó a los Tigres, donde se consagró campeón de la SuperLiga Norteamericana 2009, siendo el único logro del equipo en tierras extranjera hasta 2020.

### Estudiantes de la Plata 2° regreso
En 2010, dejó Tigres para volver al Estudiantes de La Plata, donde después de varios inconvenientes para lograr la habilitación, debutó el sábado 13 de marzo, frente a Newell's Old Boys. Se consagró campeón del Torneo Apertura 2010 con Estudiantes de La Plata, siendo además el máximo goleador del equipo con seis tantos. En el Torneo Clausura 2011 convirtió un gol en el clásico platense ante Gimnasia y Esgrima La Plata.
Tras una polémica salida de Tigres, el TAS le impuso una multa y una sanción por la que se perdería el Torneo Inicial 2013. En 2014, para no meter a Estudiantes en la polémica, decidió irse del club y fichó por el Portland Timbers.

### Portland Timbers
Para la temporada 2014-2015 firmó un contrato con el club de la MLS jugando solo esa temporada y de regreso a su país.

### Estudiantes de la Plata
El 3 de agosto de 2015 se hizo oficial su vuelta a Estudiantes de la Plata ocupando el puesto vacante de Guido Carrillo. El 28 de mayo de 2016, tras clasificar a la Copa Libertadores de América con Estudiantes, luego de vencer a Club Deportivo Godoy Cruz Antonio Tomba por 1-0, entre lágrimas le anunció a la prensa que tomó la decisión de abandonar el club por una oferta imposible de rechazar.

### Universidad de Chile
El día 9 de julio de 2016, debutó por la Universidad de Chile justamente frente a su ex club, Estudiantes de La Plata. El argentino disputó 60 minutos en el empate 2-2. El 16 de julio de 2016, Fernández anotó sus primeros dos goles vistiendo la camiseta de Universidad de Chile frente al Club Atlético Peñarol en la victoria 3-0 de su equipo.
El 2 de marzo de 2017, tras haber transcurrido pocas fechas del Torneo Clausura y ya haber disputado partidos con Universidad de Chile, se anunció como concretado su traspaso al Grêmio de Porto Alegre. 
Jugó la Copa Sudamericana 2017, en la que perdió en octavos de final contra Nacional de Paraguay.

### Gremio de Porto Alegre
En el 2017 fue fichado por el club brasileño, pero no demostró la calidad de que iba precedido y regresó a Argentina. Disputó la fase de grupos de la Copa Libertadores, competición que el equipo gaúcho terminaría obteniendo tras su partida.

### Estudiantes de la Plata 3° regreso
En su último regreso, Fernández disputó sus encuentros finales con la camiseta pincharrata y finalmente anunció su retiro futbolístico a fin de ese mismo año.

## Estadísticas
| Equipo                            | Temporada           | Liga Nacional | Liga Nacional | Copa Nacional | Copa Nacional | Copa Internacional | Copa Internacional | Otros*   | Otros* | Total    | Total |
| Equipo                            | Temporada           | Partidos      | Goles         | Partidos      | Goles         | Partidos           | Goles              | Partidos | Goles  | Partidos | Goles |
| --------------------------------- | ------------------- | ------------- | ------------- | ------------- | ------------- | ------------------ | ------------------ | -------- | ------ | -------- | ----- |
| River Plate Argentina             | 2002/03             | 6             | 0             | -             | -             | 2                  | 1                  | -        | -      | 8        | 1     |
| River Plate Argentina             | 2004/05             | 28            | 5             | -             | -             | 10                 | 0                  | -        | -      | 38       | 5     |
| River Plate Argentina             | 2005/06             | 16            | 1             | -             | -             | -                  | -                  | -        | -      | 16       | 1     |
| River Plate Argentina             | Total               | 50            | 6             | -             | -             | 12                 | 1                  | -        | -      | 62       | 7     |
| Racing Club Argentina             | 2003/04             | 25            | 7             | -             | -             | -                  | -                  | -        | -      | 25       | 7     |
| Racing Club Argentina             | Total               | 25            | 7             | -             | -             | -                  | -                  | -        | -      | 25       | 7     |
| Monterrey · México                | 2005/06             | 13            | 2             | -             | -             | -                  | -                  | -        | -      | 13       | 2     |
| Monterrey · México                | 2006/07             | 15            | 6             | 2             | 0             | -                  | -                  | -        | -      | 17       | 6     |
| Monterrey · México                | Total               | 28            | 8             | 2             | 0             | -                  | -                  | -        | -      | 30       | 8     |
| San Lorenzo Argentina             | 2006/07             | 17            | 9             | -             | -             | -                  | -                  | -        | -      | 17       | 9     |
| San Lorenzo Argentina             | 2007/08             | 13            | 1             | -             | -             | 2                  | 0                  | -        | -      | 15       | 1     |
| San Lorenzo Argentina             | Total               | 30            | 10            | -             | -             | 2                  | 0                  | -        | -      | 32       | 10    |
| Tigres · México                   | 2007/08             | 10            | 5             | -             | -             | -                  | -                  | -        | -      | 10       | 5     |
| Tigres · México                   | 2009/10             | 14            | 6             | 2             | 0             | -                  | -                  | -        | -      | 16       | 6     |
| Tigres · México                   | Total               | 24            | 11            | 2             | 0             | -                  | -                  | -        | -      | 26       | 11    |
| Estudiantes de La Plata Argentina | 2008/09             | 26            | 3             | 0             | 0             | 21                 | 4                  | 0        | 0      | 47       | 7     |
| Estudiantes de La Plata Argentina | 2009/10             | 9             | 1             | 0             | 0             | 3                  | 1                  | 0        | 0      | 12       | 2     |
| Estudiantes de La Plata Argentina | 2010/11             | 24            | 10            | 0             | 0             | 6                  | 0                  | 0        | 0      | 30       | 10    |
| Estudiantes de La Plata Argentina | 2011/12             | 30            | 9             | 0             | 0             | 2                  | 0                  | 0        | 0      | 32       | 9     |
| Estudiantes de La Plata Argentina | 2012/13             | 22            | 0             | 0             | 0             | 0                  | 0                  | 0        | 0      | 22       | 0     |
| Estudiantes de La Plata Argentina | 2013/14             | 1             | 0             | 0             | 0             | 0                  | 0                  | 0        | 0      | 1        | 0     |
| Estudiantes de La Plata Argentina | 2015                | 10            | 3             | 1             | 0             | 0                  | 0                  | 0        | 0      | 11       | 3     |
| Estudiantes de La Plata Argentina | 2016                | 16            | 6             | 0             | 0             | 0                  | 0                  | 0        | 0      | 16       | 6     |
| Estudiantes de La Plata Argentina | 2017/18             | 12            | 1             | 0             | 0             | 1                  | 0                  | 0        | 0      | 13       | 1     |
| Estudiantes de La Plata Argentina | 2018/19             | 18            | 3             | 7             | 0             | 0                  | 0                  | 0        | 0      | 25       | 3     |
| Estudiantes de La Plata Argentina | 2019/20             | 18            | 1             | 0             | 0             | 0                  | 0                  | 0        | 0      | 18       | 1     |
| Estudiantes de La Plata Argentina | Total               | 186           | 37            | 8             | 0             | 33                 | 5                  | 0        | 0      | 227      | 42    |
| Portland Timbers Estados Unidos   | 2014                | 32            | 7             | 3             | 4             | 3                  | 1                  | -        | -      | 38       | 12    |
| Portland Timbers Estados Unidos   | 2015                | 21            | 2             | 2             | 0             | -                  | -                  | 1        | 0      | 24       | 2     |
| Portland Timbers Estados Unidos   | Total               | 53            | 9             | 5             | 4             | 3                  | 1                  | 1        | 0      | 62       | 14    |
| Universidad de Chile · Chile      | 2016/17             | 19            | 7             | 4             | 3             | -                  | -                  | 1        | 1      | 24       | 11    |
| Universidad de Chile · Chile      | Total               | 19            | 7             | 4             | 3             | -                  | -                  | 1        | 1      | 24       | 11    |
| Grêmio · Brasil                   | 2017                | 4             | 0             | -             | -             | 1                  | 0                  | 7        | 0      | 12       | 0     |
| Grêmio · Brasil                   | Total               | 4             | 0             | -             | -             | 1                  | 0                  | 7        | 0      | 12       | 0     |
| Total en su carrera               | Total en su carrera | 419           | 95            | 21            | 7             | 51                 | 7                  | 9        | 1      | 500      | 110   |

*Incluye USL, Pre-Libertadores, Pre-Sudamericana, Supercopa Chile, Campeonato Gaúcho y Primeira Liga.

## Palmarés

### Títulos nacionales
| Título                    | Club                    | País           | Año    |
| ------------------------- | ----------------------- | -------------- | ------ |
| Primera División          | River Plate             | Argentina      | C-2003 |
| Primera División          | San Lorenzo             | Argentina      | C-2007 |
| Primera División          | Estudiantes de La Plata | Argentina      | A-2010 |
| Copa MLS                  | Portland Timbers        | Estados Unidos | 2015   |
| Primera División de Chile | Universidad de Chile    | Chile          | C-2017 |

### Títulos internacionales
| Título            | Club                    | Sede           | Año  |
| ----------------- | ----------------------- | -------------- | ---- |
| Copa Libertadores | Estudiantes de La Plata | Belo Horizonte | 2009 |
| Copa Libertadores | Grêmio                  | Lanús          | 2017 |